# Mns Glong
Mns Glong is een bestuurslaag in het regentschap Aceh Utara van de provincie Atjeh, Indonesië. Mns Glong telt 501 inwoners (volkstelling 2010).